# Federazione pallavolistica della Lettonia
La Federazione lettone di pallavolo (lav. Latvijas Volejbola Federācija, LVF) è un'organizzazione fondata per governare la pratica della pallavolo in Lettonia.
Organizza il campionato maschile e femminile, e pone sotto la propria egida la nazionale maschile e femminile.
Ha aderito alla FIVB nel 1991.